# Rima leonina
Rima leonina é uma rima interna, entre hemistíquios (versos cuja primeira metade finaliza com a mesma rima) ou entre o final dos hemistíquios de mesmo verso (o final da primeira metade rima com o final da segunda metade do verso).